# Jalpur, Sindgi
Jalpur là một làng thuộc tehsil Sindgi, huyện Bijapur, bang Karnataka, Ấn Độ.